# Wulfila spinosus
Wulfila spinosus là một loài nhện trong họ Anyphaenidae.
Loài này thuộc chi Wulfila. Wulfila spinosus được Arthur Merton Chickering miêu tả năm 1937.